# Hans Biärsjö
Hans Alfred Biärsjö, född Jansson 14 augusti 1913 i Maria Magdalena församling, Stockholm, död 25 augusti 2000 i Västerleds församling, Stockholm var en svensk konstnär (marinmålare).
Bjärsjö var son till grosshandlaren Edvard Alfred Jansson och Gertrud Jansson, född Hallonsten. Biärsjö studerade konst i Düsseldorf 1932. Hans konst bestod i av att avbilda nya fartygstyper inom marin och handelsflottan i olja eller akvarell, många av hans verk har blivit avbildade i dags- och veckopressen. Han arbetade även som illustratör, 1959 gav han ut boken Strid och tävlan på haven.